# Cantonul Cornus
Cantonul Cornus este un canton din arondismentul Millau, departamentul Aveyron, regiunea Midi-Pyrénées, Franța.

## Comune
| Comune                   | Populație (1999) | Cod poștal | Cod INSEE |
| ------------------------ | ---------------- | ---------- | --------- |
| Le Clapier               | 65               | 12540      | 12067     |
| Cornus                   | 364              | 12540      | 12077     |
| Lapanouse-de-Cernon      | 99               | 12230      | 12122     |
| Marnhagues-et-Latour     | 132              | 12540      | 12139     |
| Fondamente               | 303              | 12540      | 12155     |
| Saint-Beaulize           | 95               | 12540      | 12212     |
| Sainte-Eulalie-de-Cernon | 221              | 12230      | 12220     |
| Saint-Jean-et-Saint-Paul | 218              | 12250      | 12232     |
| Viala-du-Pas-de-Jaux     | 74               | 12250      | 12295     |